# Huancaraylla (distrito)
Huancaraylla é um distrito do Peru, departamento de Ayacucho, localizada na província de Victor Fajardo.

## Transporte
O distrito de Huancaraylla é servido pela seguinte rodovia:
- AY-108, que liga a cidade de Huancapi ao distrito de Carapo [1][2][3]